# First lady (TV-serie)
First lady är ett svenskt TV-program som hade premiär den 22 oktober 2024 på SVT Play. Medverkar gör komikern David Batra och  Elisabeth Tarras-Wahlberg, före detta hovmarskalk och informationschef vid Kungliga hovstaterna.

## Handling
I serien följs David Batra på en resa för att bli den bästa möjliga first lady han kan. Hur för man sig och vad gör man egentligen? Tittarna får följa med från första mottagningen i Tessinska palatset, våren 2023, tills att paret Kinberg Batra, på grund av Anna Kinberg Batras avgång som landshövding i förtid tvingas flytta ut ur residenset hösten 2024.